# Petit Îlet
Petit Îlet est une petite île inhabitée située dans la mer des Caraïbes. Elle appartient administrativement à Rivière-Salée.

## Géographie
Situé dans la Baie de Génipa, proche de l'embouchure de Rivière-Salée, l'îlet s'étend sur environ 100 m de long et 80 m de large .

## Histoire
Aménagé grâce à des subventions, il dispose d'un ponton, d'un carbet et d'une table de pique-nique en bois. Il y a sur l'îlet des vestiges de la présence des Indiens Caraïbes.